# Темушев, Виктор Николаевич
Ви́ктор Никола́евич Те́мушев (бел. Віктар Мікалаевіч Цемушаў; 4 марта 1975, Бобруйск, Могилёвская область, БССР — 23 июня 2011, Минск, Республика Беларусь) — белорусский историк, историограф и картограф. Старший научный сотрудник Института истории НАН Беларуси, преподаватель Белорусского государственного университета, кандидат исторических наук.

## Биография
Родился 4 марта 1975 года в Бобруйске. С детства увлекался историей. В 1992 году окончил СШ № 2 г. Бобруйска Могилевской области. с серебряной медалью, после чего поступил на исторический факультет Белорусского государственного университета в Минске. Завершил обучение в 1997 году с красным дипломом. Поступив в магистратуру БГУ в 1997 году, был прикреплён к новообразованной кафедре истории южных и западных славян.
К моменту окончания учёбы в университете Темушев работал школьным учителем, вёл несколько кружков и организовывал тренинги по Что? Где? Когда? для подростков, участвовал в работе Центра внешкольной работы Ленинского района г. Минска, руководил клубом в Дирекции по делам культуры БГУ.
С 1998 по 2001 год Темушев проходил обучение в аспирантуре. В этот период произошло его становление как автора исторических карт. После защиты Темушевым кандидатской диссертации на тему «Территория и границы Московского княжества в конце XIII — первой половине XIV в.» в начале 2002 года хобби, которым он увлекался с детства, стало, по признанию историка, «перерастать в профессиональное занятие».
Вскоре после защиты диссертации Темушев был замечен заведующим отдела специальных исторических наук Института истории НАН Беларуси Г. Я. Голенченко, пригласившим его работать в это учреждение. В Институте истории НАН Беларуси, постепенно пройдя путь от младшего научного сотрудника к старшему, Темушев переориентировался с истории России на историю Беларуси, изучением которой непосредственно занимался институт.
Автор трех монографий (две опубликованы посмертно), около 80 научных статей и 300 научных, научно-популярных и учебных карт.
Умер 23 июня 2011 года в Минске от рака.

## Семья
В. Н. Темушев познакомился со своей будущей супругой ещё во время обучения в магистратуре. Женился в 1999 году. Есть дочь. Брат-близнец Виктора Степан также является историком и преподаёт в БГУ.

## Публикации
- Территория и границы Московского княжества в конце XIII — первой половине XIV в. Диссертация на соискание учёной степени кандидата исторических наук. — Минск, 2002, 150 с.;
- Темушев В. Н. Гомельская земля в конце XV — первой половине XVI в.: Территориальные трансформации в пограничном регионе / Институт истории НАН Беларуси. — М.: Квадрига, 2009. — 192 с. — (Историко-географические исследования). — 500 экз. — ISBN 978-5-904162-10-8.
- Темушев В. Н. Первая Московско-литовская пограничная война 1486—1494. — М.: Квадрига, 2013. — 240, [16] с. — (Забытые войны России). — ISBN 978-5-91791-111-3.
- На ўсходняй мяжы Вялікага княства Літоўскага (сярэдзіна XIV – першая палова XVI ст.). Мінск: "ARCHE", 2014.
- Темушев В. Н. На восточной границе Великого княжества Литовского. Середина XIV - первая половина XVI в. / Государственный музей-заповедник «Куликово поле». — Тула, 2016. — 328 с. — 200 экз. — ISBN 978-5-903587-30-8.
- Темушев В. Н. Русско-литовское пограничье: Гомельская земля в конце XV—первой половине XVI века. — М.: Центрполиграф, 2018. — 256 с. — (Новейшие исследования по истории России; вып. 15). — ISBN 978-5-227-08422-4.
- Темушев В. Н. Московское великое княжество: территория и границы в конце XIII – первой половине XIV в.. — М.: Квадрига, 2022. — 320, [32] с. — (Историко-географические исследования). — 1000 экз. — ISBN 978-5-91791-422-0.

### Карты
- Пограничная война Великого княжества Московского с Великим княжеством Литовским. 1487—1494 гг. // Родина. — № 11. — 2003. — С. 58-59.
- Галіцка-Валынскае княства ў першай палове — сярэдзіне ХІІІ ст. // Гістарычны Атлас Беларусі. Том 1. Беларусь ад старажытных часоў да канца XVIII ст. — Варшава-Мінск, 2008. — С. 56.
- Усходняя Еўропа ў другой палове IX—XI ст. Славянскія дзяржавы // Вялікі гістарычны атлас Беларусі. — Т. 1. — Мн., «Белкартаграфія», 2009. — С. 48.
- Княствы на тэрыторыі Беларусі. XI—XII ст. // Вялікі гістарычны атлас Беларусі. — Т. 1. — Мн., «Белкартаграфія», 2009. — С. 50.
- Нашэсце манголаў на Еўропу. 1236—1242 гг. // Вялікі гістарычны атлас Беларусі. — Т. 1. — Мн., «Белкартаграфія», 2009. — С. 54-55.
- Вялікае княства Літоўскае і Каралеўства Польшча. 1377—1392 гг. Крэўская унія // Вялікі гістарычны атлас Беларусі. — Т. 1. — Мн., «Белкартаграфія», 2009. — С. 62-63.
- Максімальнае пашырэнне Вялікага княства Літоўскага ў часы Вітаўта. 1392—1430 гг. // Вялікі гістарычны атлас Беларусі. — Т. 1. — Мн., «Белкартаграфія», 2009. — С. 64-65.
- Вялікая вайна 1409—1411 гг. Бітва пад Грунвальдам 15 ліпеня 1410 г. // Вялікі гістарычны атлас Беларусі. — Т. 1. — Мн., «Белкартаграфія», 2009. — С. 66-67.
- Узаемаадносіны Вялікага княства Літоўскага з Вялікім княствам Маскоўскім і Крымскім ханствам. 1487—1537 гг. // Вялікі гістарычны атлас Беларусі. — Т. 1. — Мн., «Белкартаграфія», 2009. — С. 74-75.
- Змены ўсходняй граніцы ВКЛ у канцы XV — першай трэці XVI ст. // Вялікае княства Літоўскае: Энцыклапедыя. У 2 т. Т.1: Абаленскі-Кадэнцыя. — Мн.: БалЭн, 2005. — С. 368.
- Верховские княжества в конце XIII — начале XVI в. // Большая Российская Энциклопедия. — М., 2006. — Т. 5. — С. 198.
- Великое княжество Литовское в 1345—1430 гг. // Республика Беларусь: Энциклопедия: В 6 т. — Т. 2. — Мн.: БелЭн, 2006. — С. 612.
- Русские земли в годы правления Дмитрия Донского (1359—1389 гг.) // Куликово поле: Большая иллюстрированная энциклопедия / Под общ. ред. В. П. Гриценко. — Тула: Гос. музей-заповедник «Куликого поле», 2007. — С. 572.
- Grand Duchy of Lithuania and its administrative, geographical and religious divisions, 1654—1667 // Kotljarchuk А. In the Shadows of Poland and Russia. The Grand Duchy of Lithuania and Sweden in the European Crisis of the mid-17th Century. — Stockholm, 2006. — Р. 292—293. (в соавторстве)
- Тэрыторыя паўночна-усходняй Беларусі падчас Інфлянцкай вайны 1558—1570 гг. // Янушкевіч А. М. Вялікае Княства Літоўскае і Інфлянцкая вайна 1558—1570 гг. — Мінск: Медисонт, 2007. -Вклейка. (в соавторстве)
- ВКЛ у другой палове XVI ст. Утварэнне Рэчы Паспалітай // Гісторыя Беларусі: У 6 т. Т. 2: Беларусь у перыяд Вялікага Княства Літоўскага / Ю. Бохан [і інш.]; рэд. кал.: М. Касцюк (гал. рэд) [і інш.] — Мінск: Экоперспектива, 2008. -Между с. 624—625.
- Станаўленне Малдаўскай дзяржавы (другая палова XIV ст.) // Кошалеў М. К., Папоўская Т. А. Гісторыя беларуска-малдаўскіх узаемаадносін. — Мн.: Беларус. навука, 2009. — Урэзка паміж с. 74-75.
- Московско-литовская граница во второй половине XV — первой трети XVI в. // Герберштейн С. Записки о Московии: В 2 т. / Под ред. А. Л. Хорошкевич. — М., 2008. — Т. II: Статьи, комментарии, приложения, указатели, карты. — Вкладыш.
- Черниговская земля и её соседи в XII в. // Зайцев А. К. Черниговское княжество X—XIII вв. Избранные труды. — М.: Квадрига, 2009. — Врезка между С. 218—219.
- Беларускія землі ў сярэдзіне XVII ― XVIII ст. [Карты]: вучэбны наглядны дапаможнік: для ўстаноў агульнай сярэдняй адукацыi. — Мінск: Белкартаграфія, 2006. — 1 карта (2 л.).
- Речь Посполитая в конце XVI ― середине XVIII в. [Карты]: учебное наглядное пособие для общеобразовательных учреждений. — Минск: Белкартография, 2008. — 1 карта (2 л.).
- Старажытная Русь у канцы XI — пачатку XIII ст. [Карты]: вучэбны наглядны дапаможнік: для ўстаноў агульнай сярэдняй адукацыі. — Мінск: Белкартаграфія, 2005. — 1 карта (2 л.).
- Акупацыйны рэжым на тэрыторыі Беларусі. 1941―1944 гг. [Карты]: вучэбны наглядны дапаможнік для агульнаадукацыйных устаноў. — Мінск: Белкартаграфія, 2009. — 1 карта (2 л.).
- Гісторыя Беларусi, XVI—XVIII стст. [Карты]: атлас. — Мінск: Выдавецкі цэнтр Беларускага дзяржаўнага універсітэта, 2005. −27 с. (у сааўтарстве)
- Всемирная история Нового времени, XIX ― начало XX в. [Карты]: атлас: учебное пособие для 8-го класса общеобразовательных учреждений с русским языком обучения. — Минск: Белкартография, 2008. −35, [1] c. (в соавторстве)